# Glazenmakers (geslacht)
De glazenmakers (Aeshna) vormen een geslacht van echte libellen (Anisoptera). Het is het typegeslacht van de familie van de glazenmakers (Aeshnidae). Dieren van dit geslacht hebben meestal een grootte van 8 tot 11 cm. Mannetjes en vrouwtjes verschillen slechts weinig van elkaar.

## Soorten
De Nederlandstalige namen zijn, voor zover niet voorkomend in het Nederlands Soortenregister, ontleend aan Libellen van Europa.
- Aeshna affinis Vander Linden, 1820 – Zuidelijke glazenmaker
- Aeshna athalia Needham, 1930
- Aeshna baicalensis Belyshev, 1964
- Aeshna caerulea (Ström, 1783) – Azuurglazenmaker
- Aeshna canadensis Walker, 1908
- Aeshna clepsydra Say, 1840
- Aeshna constricta Say, 1840
- Aeshna crenata Hagen, 1856 – Siberische glazenmaker
- Aeshna cyanea (O.F.Müller, 1764) – Blauwe glazenmaker
- Aeshna eremita Scudder, 1866
- Aeshna frontalis Navás, 1936
- Aeshna grandis (Linnaeus, 1758) – Bruine glazenmaker
- Aeshna interrupta Walker, 1908
- Aeshna isoceles  (O.F.Müller, 1767) – Vroege glazenmaker
- Aeshna juncea (Linnaeus, 1758) – Venglazenmaker
- Aeshna mixta Latreille, 1805 – Paardenbijter
- Aeshna palmata Hagen, 1856
- Aeshna persephone Donnelly, 1961
- Aeshna petalura Martin, 1909
- Aeshna septentrionalis Burmeister, 1839
- Aeshna serrata Hagen, 1856 – Getande glazenmaker
- Aeshna shennong Zhang & Cai, 2014
- Aeshna sitchensis Hagen, 1861
- Aeshna subarctica Walker, 1908 – Noordse glazenmaker
- Aeshna tuberculifera Walker, 1908
- Aeshna umbrosa Walker, 1908
- Aeshna vercanica Schneider, Schneider, Schneider, Verstraete & Dumont, 2015
- Aeshna verticalis Hagen, 1861
- Aeshna viridis Eversmann, 1836 – Groene glazenmaker
- Aeshna walkeri Kennedy, 1917
- Aeshna williamsoniana Calvert, 1905